# مهدی حجت
مهدی حجت (زادهٔ ۱۶ اسفند ۱۳۲۸)، معمار ایرانی، استاد دانشگاه و از مدیران ارشد و بنیانگذاران سازمان میراث فرهنگی، صنایع دستی و گردشگری و معاون پیشین شهرسازی و معماری شهرداری تهران بوده‌است. وی کارشناسی ارشد معماری از دانشگاه تهران و دکترای حفاظت از بناهای تاریخی از دانشگاه یورک انگلستان دارد.

## سوابق اجرایی
از جمله سوابق اجرایی حجت، می‌‌توان به جانشینی وزیر در سازمان ملی حفاظت آثار باستانی ایران، عضو شورای مشورتی کمیته ملی یونسکو، رئیس سازمان میراث‌فرهنگی کشور و جانشین وزیر فرهنگ در شورای‌عالی معماری و شهرسازی اشاره کرد.
مهدی حجت در چهارمین دورهٔ انتخابات شورای اسلامی شهر تهران در فهرست اصلاح طلبان قرار داشت و به شورای شهر تهران راه یافت اما به دلیل انتصاب به عنوان معاون سازمان میراث فرهنگی از شورای شهر تهران استعفا داد و ولی‌الله شجاع پوریان جایگزین وی گردید.
اهم سوابق علمی و اجرایی :
- قائم‌مقام رئیس سازمان و معاون میراث فرهنگی،  صنایع دستی و گردشگری، ۱۳۹۳
- عضو هیأت علمی دانشگاه تهران، ۱۳۶۳ تاکنون
- رئیس موسسه فرهنگی ایکوموس ایران، ۱۳۸۷ تاکنون
- رئیس شورای هدایت فنی طراحی ساختمان‌های نمایندگی‌های  ج.ا.ا. درخارج از کشور وزارت امور خارجه  ۱۳۸۲ تا ۱۳۸۰
- عضو هیأت امنای موزه‌های پست و تلگراف وزارت پست و تلگراف و تلفن، ۱۳۸۰ تا ۱۳۷۸
- عضو هیأت تحریریه مجله هنرهای زیبا دانشکده هنرهای زیبا، ۱۳۶۸ تاکنون
- مشاور معاونت آموزش و پژوهش وزارت امور خارجه،  ۱۳۸۱ تا ۱۳۷۷
- عضو  هیأت رئیسه و رئیس بخش فرهنگی بنیاد امید صالحان،۱۳۷۷ تاکنون
- عضو هیأت منصفه مطبوعات، ۱۳۷۹ تا ۱۳۷۷
- عضو کمیته تحصیلات تکمیلی گروه معماری دانشکده هنرهای زیبا، ۱۳۷۷ تاکنون
- مشاور رئیس جمهور در امور جوانان، ۱۳۸۰ تا ۱۳۷۶
- رئیس پروژه تونل بزرگراه رسالت، شرکت پرلیت،  ۱۳۸۵ تا ۱۳۷۶
- عضو علمی و فرهنگی شورای عالی کمسیون ملی یونسکو، ۱۳۷۸ تا ۱۳۷۵
- مشاور رئیس دانشگاه تهران، ۱۳۷۶ تا ۱۳۷۵
- مسئول کمیته برنامه‌ریزی و تنظیم طرح باغ نگارستان دانشگاه تهران، ۱۳۷۶ تا ۱۳۷۴
- ریاست کمیته ملی مشورتی حمایت از اموال فرهنگی یونسکو  ۱۳۷۰ تا ۱۳۶۹
- عضو شورای هماهنگی مراکز تحقیقاتی کشور، ۱۳۷۰ تا ۱۳۶۸
- ریاست شورای مرکزی نام‌گذاری شورای عالی انقلاب فرهنگی، ۱۳۷۰ تا ۱۳۶۸
- عضو شورا و جانشینی وزیر فرهنگ شورای عالی معماری و شهرسازی، ۱۳۷۰ تا ۱۳۶۱
- عضو کمیته فنی طرح بنای مجلس شورای اسلامی، ۱۳۶۵
- رئیس سازمان میراث فرهنگی کشور، ۱۳۷۰ تا ۱۳۶۴
- سرپرست کمیته هنرهای نمایشی، عضو کمیته معماری شورای عالی برنامه‌ریزی، ۱۳۷۰ تا ۱۳۶۴
- عضو شورای مشورتی کمیته ملی یونسکو، ۱۳۶۵ تا ۱۳۶۳
- عضو کمیته هنر دفتر گسترش دانشگاه‌ها، ۱۳۶۵ تا ۱۳۶۲
- عضو هیات داوران جشنواره فیلم فجر ، ۱۳۶۳-۱۳۶۲
- بنیان‌گذار و رئیس مؤسسه مطالعات و تحقیقات فرهنگی،  ۱۳۶۳ تا ۱۳۶۱
- جانشین وزیر در سازمان ملی حفاظت آثار باستانی ایران  ۱۳۶۴ تا ۱۳۶۱
- عضو و رئیس شورای عالی سازمان میراث فرهنگی بعنوان خبره تاریخ و فرهنگ ایران به انتخاب هیأت وزیران سازمان ملی اسناد  کشور، ۱۳۶۰ تاکنون
- معاونت حفظ میراث فرهنگی وزارت فرهنگ و آموزش عالی ۱۳۶۴ تا ۱۳۶۰